# Cyrtulus genticus
Cyrtulus genticus es una especie de molusco gasterópodo de la familia Fasciolariidae.

## Distribución geográfica
Se encuentra  en Nueva Zelanda.